# Dimayor 1982
El Campeonato Oficial DIMAYOR 1982 fue la cuarta edición del principal torneo de la División Mayor del Básquetbol de Chile, máxima categoría del básquetbol profesional de Chile. Al término del campeonato, Sportiva Italiana se consagró campeón por segunda vez en su historia.

## Aspectos generales
Para esta temporada se admitió un máximo de 2 jugadores extranjeros por equipo, lo que hizo que se nivelara el torneo, lo que a su vez provocó que TVN transmitiera semana a semana los partidos del campeonato.
El número de equipos participantes aumento de 8 a 10. Volvió Unión Española y debutó la Universidad Católica, ambos de Santiago.
Los clubes para esta temporada fueron:
- Español de Talca
- Esperanza de Valparaíso
- Malta Morenita de Osorno
- Naval de Talcahuano
- Petrox-Universidad de Concepción
- Phoenix de Valdivia
- Sportiva Italiana (Valparaíso)
- Thomas Bata de Peñaflor
- Unión Española
- Universidad Católica
Los 10 equipos se enfrentaron en una rueda única, siendo campeón el equipo que quedaba en primer lugar. Este fue el mismo formato usado en las 3 ediciones anteriores de la Dimayor.

## Campeón
| Chile                               |
| Campeón Sportiva Italiana 2º título |